# Giuliano Ruggieri
Giuliano Ruggieri (Imola, 21 luglio 1919 – Rimini, 27 aprile 2002) è stato un geologo e paleontologo italiano.

## Biografia
All'età di due anni si trasferisce con la famiglia da Imola a Forlì, dove trascorre tutta l'età scolare. Dopo la maturità scientifica, ottiene una borsa di studio all'Università di Bologna. Si laurea con lode in Scienze naturali nel maggio 1941. Dal 1941 al 1945 partecipò alla Seconda guerra mondiale nel corpo degli Alpini. Nel 1946 viene chiamato come assistente di Geologia dal professor Michele Gortani all'Università di Bologna. Libero docente in Paleontologia dal 1951, nel 1956 lascia Bologna per accettare un incarico presso l'Istituto di Geologia dell'Università di Palermo. Nel 1962 vince, sempre a Palermo, il concorso per la cattedra di Paleontologia e nel 1964 ricopre per trasferimento quella di Geologia, incarico che mantiene fino alla nomina a direttore dell'Istituto, avvenuta nel 1985. Quattro anni dopo, nel 1989, Ruggieri viene collocato a riposo. 

Successivamente torna in Romagna prendendo casa a Rimini, dove muore ultraottuagenario nel 2002.
Socio dal 1957 dell'Accademia Nazionale di Scienze, Lettere ed Arti di Palermo, nel 1989 ha ricevuto dall'Università di Bologna la laurea ad honorem in Geologia.

## Principali scoperte
L'attività di ricerca, dimostrata in oltre 200 pubblicazioni, si è svolta specialmente nei campi della Geologia del sedimentario, della stratigrafia, con particolare riguardo al Quaternario marino, della Paleontologia del Neogene e del Pleistocene (molluschi, ostracodi). Occasionalmente ha studiato anche Trilobiti, Ostracodi paleozoici, fossili vegetali, Briozoi, Foraminiferi.
I suoi contributi scientifici più importanti sono i seguenti:
1) la Crisi di salinità del Messiniano, secondo la quale verso la fine del Miocene (oltre 5 milioni di anni fa) il Mediterraneo occidentale sarebbe evaporato completamente. All'inizio del Pliocene la depressione asciutta, salvo pochi laghi salmastri, sarebbe stata nuovamente invasa dall'oceano. Questa teoria, nei suoi limiti, riportava in auge quel "catastrofismo" che si riteneva esaurito con il secolo XIX. La teoria, formulata nel 1970 esclusivamente sulla base di osservazioni sulle terre emerse della penisola italiana, della Sicilia e dell'Africa Settentrionale, trovò importante conferma alcuni anni dopo nei risultati delle perforazioni sottomarine eseguite dalla nave americana Glomar Challenger.
2) Una nuova stratigrafia del Quaternario marino, in sostituzione di quella proposta da Maurice Gignoux nel 1913. Con l'occasione tre nuovi piani geologici sono stati istituiti.
3) La mappatura e l'interpretazione della regione a falde di ricoprimento del Montefeltro (bacino del fiume Marecchia). Vengono riconosciute due falde di ricoprimento sovrapposte e, per la prima volta nell'Appennino, si determina l'età della loro messa in posto. Ruggieri ha eseguito sia il lavoro di rilevamento sul terreno, sia l'analisi paleontologica e micropaleontologica. Il meccanismo teorizzato per il movimento delle falde (il colamento dei materiali soggetti a traslazione per azione della forza di gravità) appare tuttora valido.
4) La descrizione di oltre 130 nuove specie e l'istituzione di una trentina di nuovi generi di Ostracodi marini del Neogene e del Pleistocene, che ha fatto di Ruggieri uno dei massimi esperti mondiali di questa classe di crostacei.

## Riconoscimenti e premi
- Laurea honoris causa in Geologia (Università di Bologna, 1989);
- Premio Antonio Feltrinelli per la Geologia, Paleontologia, Mineralogia e Applicazioni (Accademia dei Lincei, 1991).[2]